# 周干峙
周干峙（1930年6月28日—2014年3月14日），男，江苏苏州人，中国建筑学与城市规划专家。

## 生平
幼时家境清寒，租住在苏州中街路西百花巷徐姓人家家里，父亲是钱庄的职员，后来到上海工作，便随其父亲去上海，终以考入清华大学建筑系。作为梁思成的弟子，周干峙1952年毕业于清华大学建筑系。进入建筑工程部（住建部前身）工作。在北京和瞿雪贞（同为江苏苏州籍）相识，结为伉俪。
1991年当选为中国科学院院士（学部委员）。1994年选聘为中国工程院院士。曾任中国城市规划设计研究院院长、建设部副部长等，负责西安、天津、唐山和深圳特区的城市规划。1998年7月2日，他被聘为苏州市城市规划专家咨询委员会主任委员，成为苏州规划建设的权威把关人。
2014年3月14日在北京因病去世。

## 评价
从“一五”计划的“156项重点工程”到中国第一部城市规划法的起草，周干峙几乎从未缺席。对家乡的建设规划，周干峙更是时时牵挂，倾注了大量心血。

## 轶事
据其亲人描述，周干峙虽然担任过副部级高官，却为人平和，毫无架子，甚至还骑着自己的小三轮车去外面会客。